# Couffoulens
Couffoulens [kufulɛ̃s]  est une commune française située dans le Nord-Ouest du département de l'Aude en région Occitanie.
Sur le plan historique et culturel, la commune fait partie du Carcassès, un pays centré sur la ville de Carcassonne, entre les prémices du Massif central et les contreforts pyrénéens. Exposée à un climat méditerranéen, elle est drainée par l'Aude, le Lauquet, le ruisseau de la Caune, le ruisseau des Moulins et par divers autres petits cours d'eau. La commune possède un patrimoine naturel remarquable : un site Natura 2000 (le « massif de la Malepère ») et une zone naturelle d'intérêt écologique, faunistique et floristique.
Couffoulens est une commune rurale qui compte 538 habitants en 2022, après avoir connu une forte hausse de la population depuis 1975. Elle fait partie de l'aire d'attraction de Carcassonne. Ses habitants sont appelés les Couffoulénois ou  Couffoulénoises.
Le patrimoine architectural de la commune comprend trois  immeubles protégés au titre des monuments historiques : l'église Saint-Clément, inscrite en 1948, la croix de métier, inscrite en 1948, et le château, inscrit en 1948.

## Géographie

### Localisation
Couffoulens est une commune de l'aire urbaine de Carcassonne située sur la Méridienne verte à sept kilomètres au sud de Carcassonne.

### Communes limitrophes
Les communes limitrophes sont  Carcassonne, Cavanac, Leuc, Pomas, Preixan, Rouffiac-d'Aude, Roullens et Verzeille.
| Roullens        | Carcassonne | Cavanac   |
| Preixan         | Couffoulens | Leuc      |
| Rouffiac-d'Aude | Pomas       | Verzeille |

### Géologie et relief
Couffoulens se situe en zone de sismicité 2 (sismicité faible).

### Voie de communication et transports
Accès SNCF Gare de Couffoulens - Leuc sur la ligne de Carcassonne à Rivesaltes.

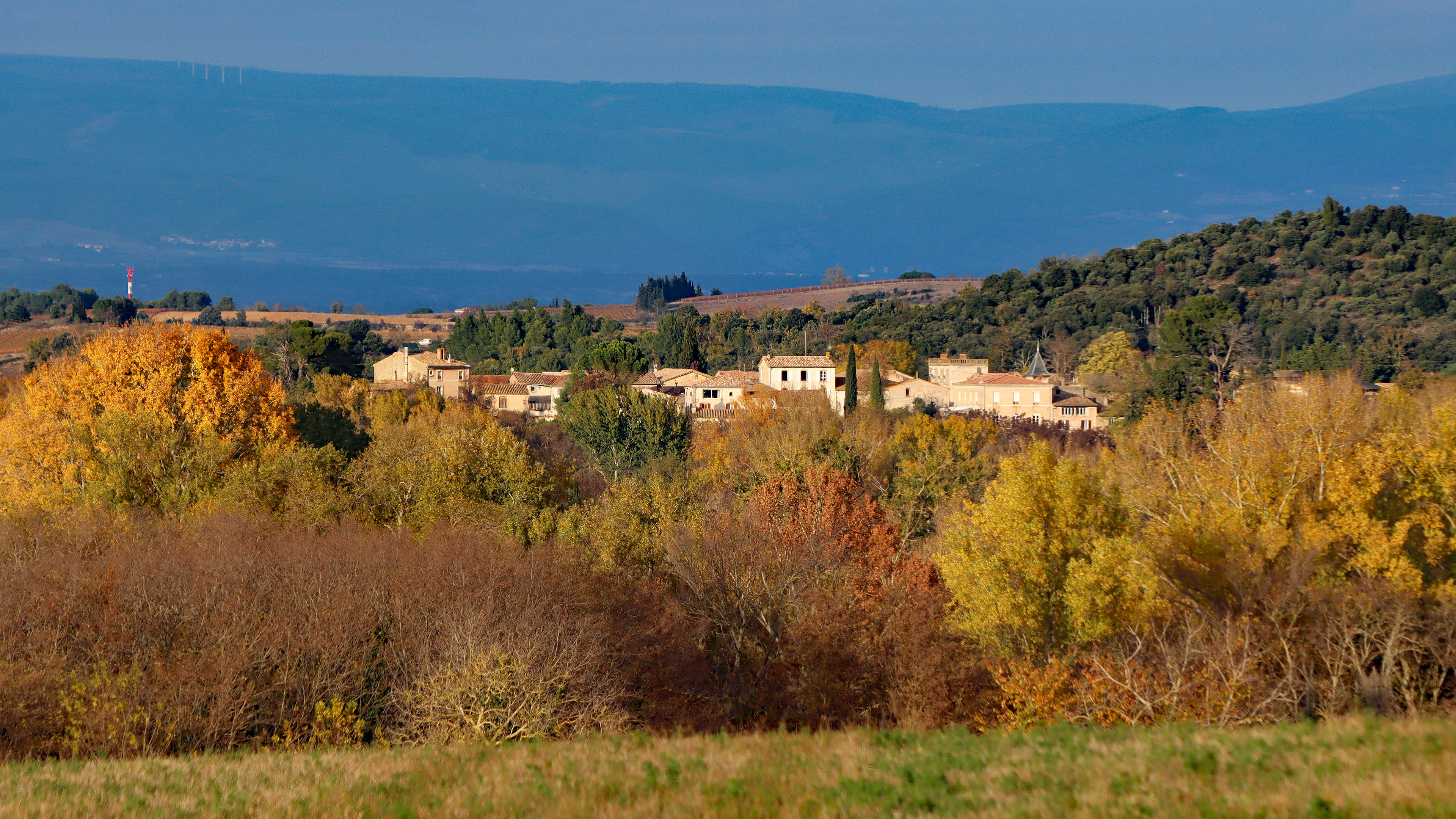
La hameau de Cornèze.

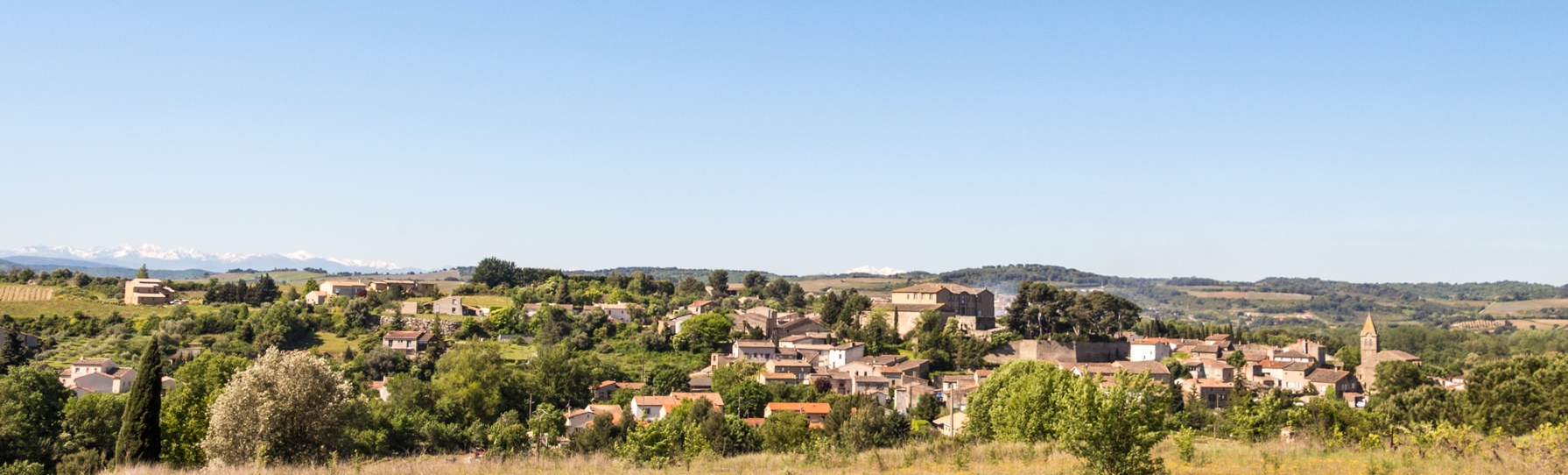
Panorama de Couffoulens.

### Hydrographie
La commune est dans la région hydrographique « Côtiers méditerranéens », au sein du bassin hydrographique Rhône-Méditerranée-Corse. Elle est drainée par l'Aude, le Lauquet, le ruisseau de la Caune, le ruisseau des Moulins, le ruisseau des Pountils, le ruisseau de Taure, le ruisseau du Prat et le ruisseau Saint-Thomas, qui constituent un réseau hydrographique de 11 km de longueur totale,.
L'Aude, d'une longueur totale de 223,59 km, prend sa source dans la commune des Angles et s'écoule du sud vers le nord. Elle traverse la commune et se jette dans le golfe du Lion à Fleury, après avoir traversé 73 communes.
Le Lauquet, d'une longueur totale de 36,3 km, prend sa source dans la commune de Bouisse et s'écoule vers le nord. Il traverse la commune et se jette dans l'Aude sur le territoire communal, après avoir traversé 10 communes.

### Climat
Pour des articles plus généraux, voir Climat de l'Occitanie et Climat de l'Aude.
En 2010, le climat de la commune est de type climat du Bassin du Sud-Ouest, selon une étude s'appuyant sur une série de données couvrant la période 1971-2000. En 2020, Météo-France publie une typologie des climats de la France métropolitaine dans laquelle la commune est exposée à un climat océanique altéré et est dans la région climatique Aquitaine, Gascogne, caractérisée par une pluviométrie abondante au printemps, modérée en automne, un faible ensoleillement au printemps, un été chaud (19,5 °C), des vents faibles, des brouillards fréquents en automne et en hiver et des orages fréquents en été (15 à 20 jours).
Pour la période 1971-2000, la température annuelle moyenne est de 13,7 °C, avec une amplitude thermique annuelle de 15,9 °C. Le cumul annuel moyen de précipitations est de 674 mm, avec 9,1 jours de précipitations en janvier et 4,6 jours en juillet. Pour la période 1991-2020, la température moyenne annuelle observée sur la station météorologique la plus proche, située sur la commune de Carcassonne à 7 km à vol d'oiseau, est de 14,4 °C et le cumul annuel moyen de précipitations est de 665,0 mm,. Pour l'avenir, les paramètres climatiques de la commune estimés pour 2050 selon différents scénarios d'émission de gaz à effet de serre sont consultables sur un site dédié publié par Météo-France en novembre 2022.

### Milieux naturels et biodiversité

#### Réseau Natura 2000

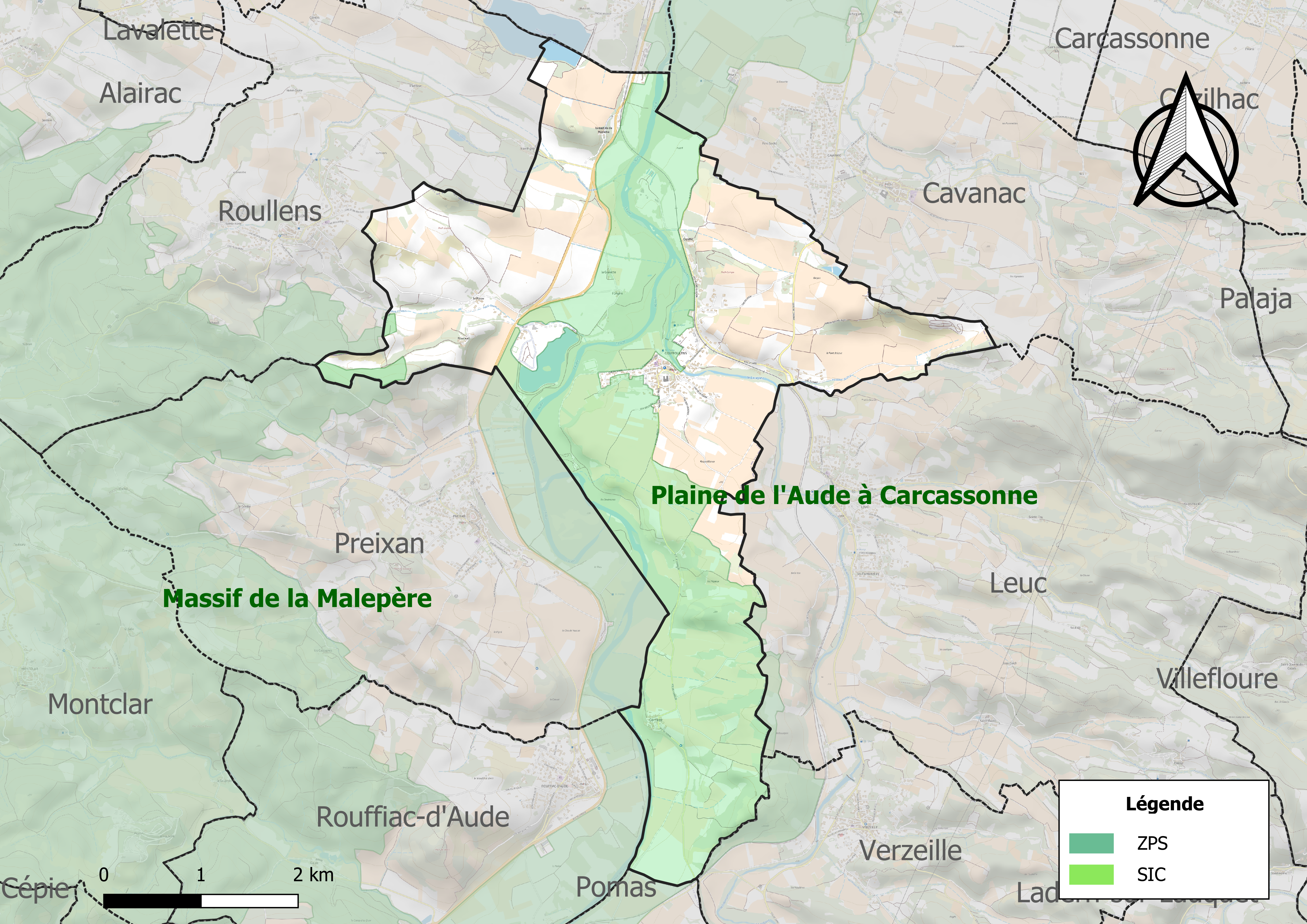
Site Natura 2000 sur le territoire communal.

Le réseau Natura 2000 est un réseau écologique européen de sites naturels d'intérêt écologique élaboré à partir des directives habitats et oiseaux, constitué de zones spéciales de conservation (ZSC) et de zones de protection spéciale (ZPS).
Un site Natura 2000 a été défini sur la commune au titre de la directive habitats : le « massif de la Malepère », d'une superficie de 6 158 ha, un site boisé présentant un intérêt biogéographique vu sa position intermédiaire sous les influences des climats méditerranéen et atlantique. De nombreuses espèces sont en limite d'aire. Il s'agit d'un site important pour des chauves-souris d'intérêt communautaire avec six espèces présentes : le Grand Rhinolophe, le Petit Rhinolophe, le Murin à oreilles échancrées, le Rhinolophe euryale, le Minioptère de Schreibers et la Barbastelle.

#### Zones naturelles d'intérêt écologique, faunistique et floristique

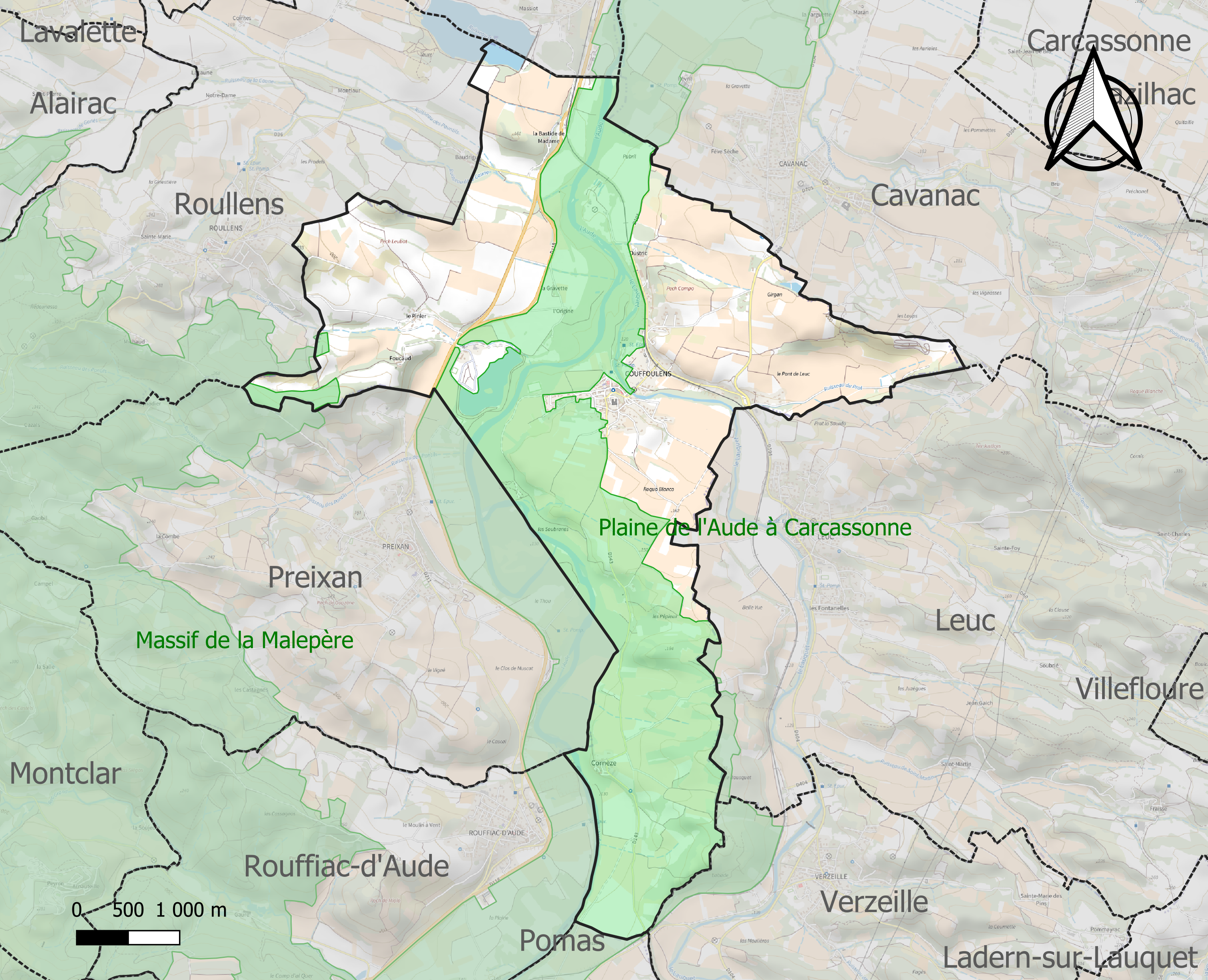
Carte de la ZNIEFF de type 1 localisée sur la commune.

L’inventaire des zones naturelles d'intérêt écologique, faunistique et floristique (ZNIEFF) a pour objectif de réaliser une couverture des zones les plus intéressantes sur le plan écologique, essentiellement dans la perspective d’améliorer la connaissance du patrimoine naturel national et de fournir aux différents décideurs un outil d’aide à la prise en compte de l’environnement dans l’aménagement du territoire.
Une ZNIEFF de type 1 est recensée sur la commune :
la « plaine de l'Aude à Carcassonne » (1 130 ha), couvrant 8 communes du département.

## Urbanisme

### Typologie
Au 1er janvier 2024, Couffoulens est catégorisée bourg rural, selon la nouvelle grille communale de densité à 7 niveaux définie par l'Insee en 2022.
Elle est située hors unité urbaine. Par ailleurs la commune fait partie de l'aire d'attraction de Carcassonne, dont elle est une commune de la couronne,. Cette aire, qui regroupe 115 communes, est catégorisée dans les aires de 50 000 à moins de 200 000 habitants,.

### Occupation des sols
L'occupation des sols de la commune, telle qu'elle ressort de la base de données européenne d’occupation biophysique des sols Corine Land Cover (CLC), est marquée par l'importance des territoires agricoles (83,5 % en 2018), une proportion sensiblement équivalente à celle de 1990 (84 %). La répartition détaillée en 2018 est la suivante : cultures permanentes (61,4 %), zones agricoles hétérogènes (22,1 %), forêts (13,3 %), zones urbanisées (2,8 %), eaux continentales (0,5 %). L'évolution de l’occupation des sols de la commune et de ses infrastructures peut être observée sur les différentes représentations cartographiques du territoire : la carte de Cassini (XVIIIe siècle), la carte d'état-major (1820-1866) et les cartes ou photos aériennes de l'IGN pour la période actuelle (1950 à aujourd'hui).

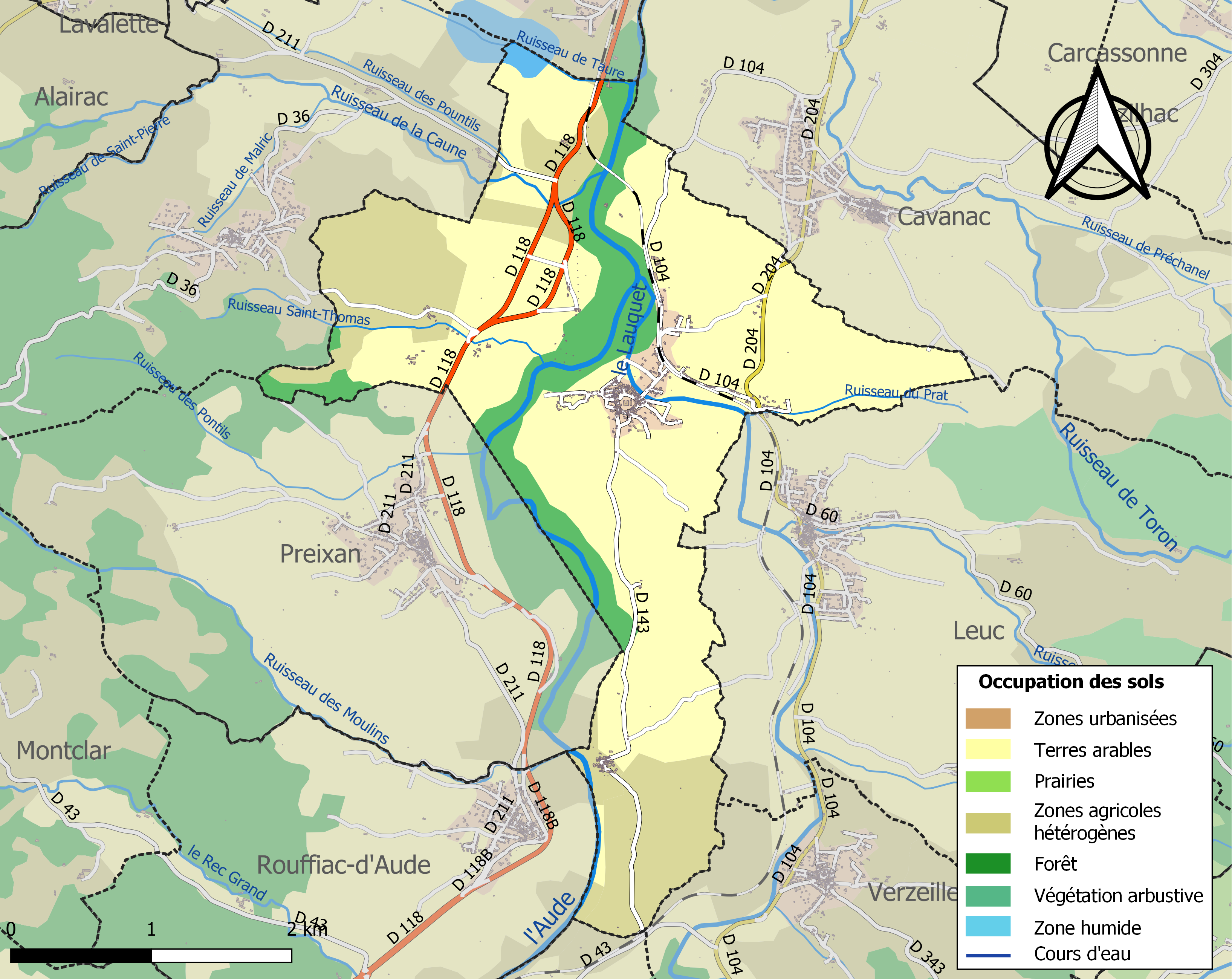
Carte des infrastructures et de l'occupation des sols de la commune en 2018 (CLC).

### Risques majeurs
Le territoire de la commune de Couffoulens est vulnérable à différents aléas naturels : météorologiques (tempête, orage, neige, grand froid, canicule ou sécheresse), inondations, feux de forêts et séisme (sismicité faible). Il est également exposé à deux risques technologiques,  le transport de matières dangereuses et la rupture d'un barrage. Un site publié par le BRGM permet d'évaluer simplement et rapidement les risques d'un bien localisé soit par son adresse soit par le numéro de sa parcelle.

#### Risques naturels
Certaines parties du territoire communal sont susceptibles d’être affectées par le risque d’inondation par débordement de cours d'eau, notamment le Lauquet et l'Aude. La commune a été reconnue en état de catastrophe naturelle au titre des dommages causés par les inondations et coulées de boue survenues en 1982, 1990, 1992, 1996, 1999, 2000, 2009, 2014, 2018 et 2020,.

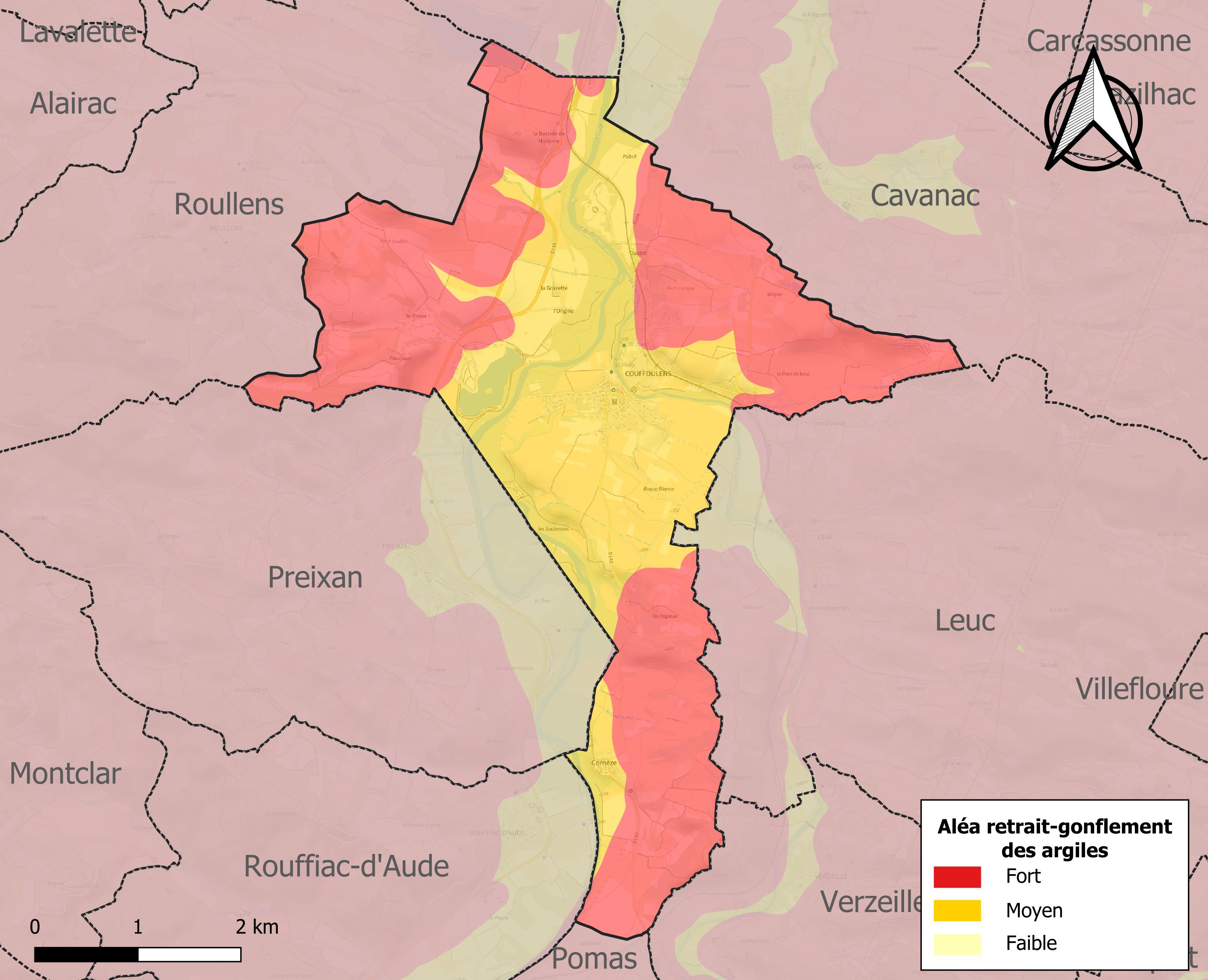
Carte des zones d'aléa retrait-gonflement des sols argileux de Couffoulens.

Le retrait-gonflement des sols argileux est susceptible d'engendrer des dommages importants aux bâtiments en cas d’alternance de périodes de sécheresse et de pluie. La totalité de la commune est en aléa moyen ou fort (75,2 % au niveau départemental et 48,5 % au niveau national). Sur les 307 bâtiments dénombrés sur la commune en 2019, 307 sont en aléa moyen ou fort, soit 100 %, à comparer aux 94 % au niveau départemental et 54 % au niveau national. Une cartographie de l'exposition du territoire national au retrait gonflement des sols argileux est disponible sur le site du BRGM,.

#### Risques technologiques
Le risque de transport de matières dangereuses sur la commune est lié à sa traversée par une route à fort trafic. Un accident se produisant sur une telle infrastructure est en effet susceptible d’avoir des effets graves au bâti ou aux personnes jusqu’à 350 m, selon la nature du matériau transporté. Des dispositions d’urbanisme peuvent être préconisées en conséquence.
La commune est en outre située en aval des barrages de Matemale et de Puyvalador, deux ouvrages de classe A, situés dans le département des Pyrénées-Orientales. À ce titre elle est susceptible d’être touchée par l’onde de submersion consécutive à la rupture d'un de ces ouvrages.

## Toponymie
Le nom de Couffoulens vient du mot confluence, celle entre l'Aude et le Lauquet, qui se rejoignent dans la commune.

## Histoire
Les premières traces de civilisation existe depuis le VIe siècle av. J.-C. À Couffoulens existe une nécropole, Las Peyros, qui possède de nombreuses tombes datant du VIe siècle av. J.-C. à environ 500 av. J.-C..

## Politique et administration

### Découpage territorial
La commune de Couffoulens est membre de l'intercommunalité Carcassonne Agglo, un établissement public de coopération intercommunale (EPCI) à fiscalité propre créé le 21 décembre 2012 dont le siège est à Carcassonne. Ce dernier est par ailleurs membre d'autres groupements intercommunaux.
Sur le plan administratif, elle est rattachée à l'arrondissement de Carcassonne, au département de l'Aude, en tant que circonscription administrative de l'État, et à la région Occitanie.
Sur le plan électoral, elle dépend du canton de Carcassonne-2 pour l'élection des conseillers départementaux, depuis le redécoupage cantonal de 2014 entré en vigueur en 2015, et de la première circonscription de l'Aude  pour les élections législatives, depuis le redécoupage électoral de 1986.

### Liste des maires
| Période                                  | Période    | Identité           | Étiquette | Qualité |
| ---------------------------------------- | ---------- | ------------------ | --------- | ------- |
| mars 1983                                | avril 1992 | Joseph Pintus      | PCF       |         |
| avril 1992                               | mars 2014  | Régis Jaub         | PCF       |         |
| avril 2014                               | En cours   | Jean-Régis Guichou | SE        | Employé |
| Les données manquantes sont à compléter. |            |                    |           |         |

## Démographie
| 1793 | 1800 | 1806 | 1821 | 1831 | 1836 | 1841 | 1846 | 1851 |
| ---- | ---- | ---- | ---- | ---- | ---- | ---- | ---- | ---- |
| 537  | 523  | 548  | 604  | 612  | 567  | 527  | 509  | 502  |

| 1856 | 1861 | 1866 | 1872 | 1876 | 1881 | 1886 | 1891 | 1896 |
| ---- | ---- | ---- | ---- | ---- | ---- | ---- | ---- | ---- |
| 478  | 429  | 433  | 431  | 446  | 508  | 501  | 486  | 510  |

| 1901 | 1906 | 1911 | 1921 | 1926 | 1931 | 1936 | 1946 | 1954 |
| ---- | ---- | ---- | ---- | ---- | ---- | ---- | ---- | ---- |
| 551  | 548  | 516  | 548  | 549  | 557  | 542  | 539  | 534  |

| 1962 | 1968 | 1975 | 1982 | 1990 | 1999 | 2006 | 2011 | 2016 |
| ---- | ---- | ---- | ---- | ---- | ---- | ---- | ---- | ---- |
| 526  | 527  | 464  | 478  | 549  | 541  | 571  | 619  | 600  |

| 2021 | 2022 | - | - | - | - | - | - | - |
| ---- | ---- | - | - | - | - | - | - | - |
| 554  | 538  | - | - | - | - | - | - | - |

## Économie

### Revenus
En 2018  (données Insee publiées en septembre 2021), la commune compte 267 ménages fiscaux, regroupant 608 personnes. La médiane du revenu disponible par unité de consommation est de 20 960 € (19 240 € dans le département).

### Emploi
| Division       | 2008   | 2013   | 2018   |
| -------------- | ------ | ------ | ------ |
| Commune        | 5,8 %  | 5,8 %  | 12,5 % |
| Département    | 10,2 % | 12,8 % | 12,6 % |
| France entière | 8,3 %  | 10 %   | 10 %   |

En 2018, la population âgée de 15 à 64 ans s'élève à 364 personnes, parmi lesquelles on compte 79,1 % d'actifs (66,6 % ayant un emploi et 12,5 % de chômeurs) et 20,9 % d'inactifs,. En  2018, le taux de chômage communal (au sens du recensement) des 15-64 ans est inférieur à celui du département, mais supérieur à celui de la France, alors qu'en 2008 il était inférieur à celui de la France.
La commune fait partie de la couronne de l'aire d'attraction de Carcassonne, du fait qu'au moins 15 % des actifs travaillent dans le pôle,. Elle compte 88 emplois en 2018, contre 104 en 2013 et 132 en 2008. Le nombre d'actifs ayant un emploi résidant dans la commune est de 244, soit un indicateur de concentration d'emploi de 36,1 % et un taux d'activité parmi les 15 ans ou plus de 58,7 %.
Sur ces 244 actifs de 15 ans ou plus ayant un emploi, 51 travaillent dans la commune, soit 21 % des habitants. Pour se rendre au travail, 88,1 % des habitants utilisent un véhicule personnel ou de fonction à quatre roues, 1,2 % les transports en commun, 6,6 % s'y rendent en deux-roues, à vélo ou à pied et 4,1 % n'ont pas besoin de transport (travail au domicile).

### Activités hors agriculture
33 établissements sont implantés  à Couffoulens au 31 décembre 2019. Le tableau ci-dessous en détaille le nombre par secteur d'activité et compare les ratios avec ceux du département,.
| Secteur d'activité                                                                                        | Commune | Commune | Département |
| Secteur d'activité                                                                                        | Nombre  | %       | %           |
| --- | ------- | ------- | ----------- |
| Ensemble                                                                                                  | 33      |         |             |
| Industrie manufacturière, industries extractives et autres                                                | 5       | 15,2 %  | (8,8 %)     |
| Construction                                                                                              | 10      | 30,3 %  | (14 %)      |
| Commerce de gros et de détail, transports, hébergement et restauration                                    | 9       | 27,3 %  | (32,3 %)    |
| Activités immobilières                                                                                    | 5       | 15,2 %  | (5,2 %)     |
| Activités spécialisées, scientifiques et techniques et activités de services administratifs et de soutien | 2       | 6,1 %   | (13,3 %)    |
| Administration publique, enseignement, santé humaine et action sociale                                    | 1       | 3 %     | (13,2 %)    |
| Autres activités de services                                                                              | 1       | 3 %     | (8,8 %)     |

Le secteur de la construction est prépondérant sur la commune puisqu'il représente 30,3 % du nombre total d'établissements de la commune (10 sur les 33 entreprises implantées  à Couffoulens), contre 14 % au niveau départemental.

### Agriculture
La commune fait partie de la petite région agricole dénommée « Région viticole ». En 2010, l'orientation technico-économique de l'agriculture  sur la commune est la viticulture (appellation et autre).
|                                   | 1988 | 2000 | 2010 |
| --------------------------------- | ---- | ---- | ---- |
| Exploitations                     | 32   | 17   | 17   |
| Superficie agricole utilisée (ha) | 474  | 318  | 367  |

Le nombre d'exploitations agricoles en activité et ayant leur siège dans la commune est passé de 32 lors du recensement agricole de 1988 à 17 en 2000 puis à 17 en 2010, soit une baisse de 47 % en 22 ans. Le même mouvement est observé à l'échelle du département qui a perdu pendant cette période 52 % de ses exploitations. La surface agricole utilisée sur la commune a également diminué, passant de 474 ha en 1988 à 367 ha en 2010. Parallèlement la surface agricole utilisée moyenne par exploitation a augmenté, passant de 15 à 22 ha.

## Culture locale et patrimoine

### Lieux et monuments
- Mentionné dès le XIe siècle, le château de Couffoulens actuel est l’œuvre de la famille Castanier au XVIIIe siècle. Il est le siège aujourd'hui d'un domaine viticole pratiquant l'œnotourisme.

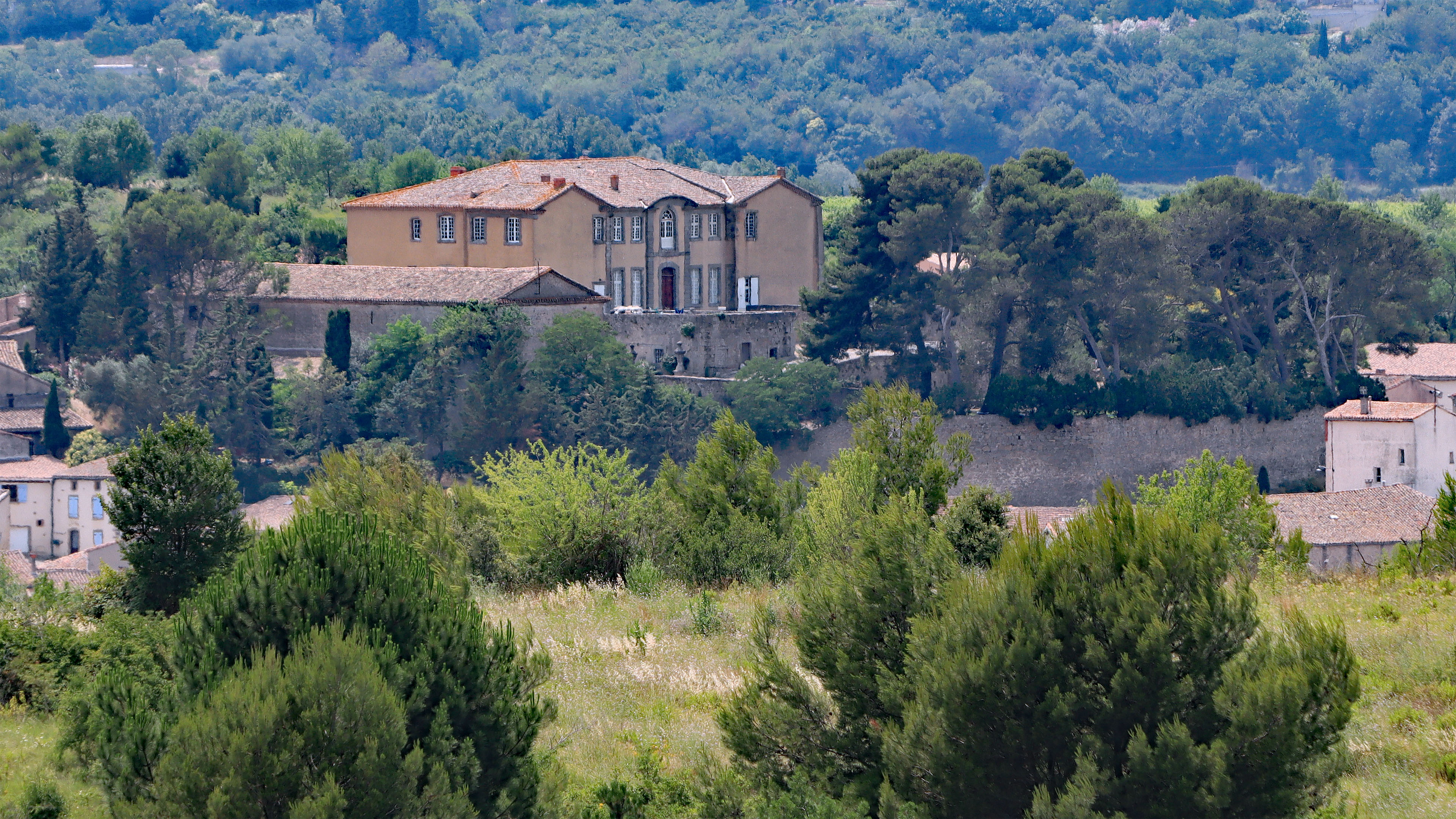
Le château.

- Le théâtre dans les vignes est un ancien chai viticole réaménagé, le bâtiment abrite un théâtre à l’italienne de 150 places, une cantine foyer, un atelier de construction de décors et un atelier de costumes.

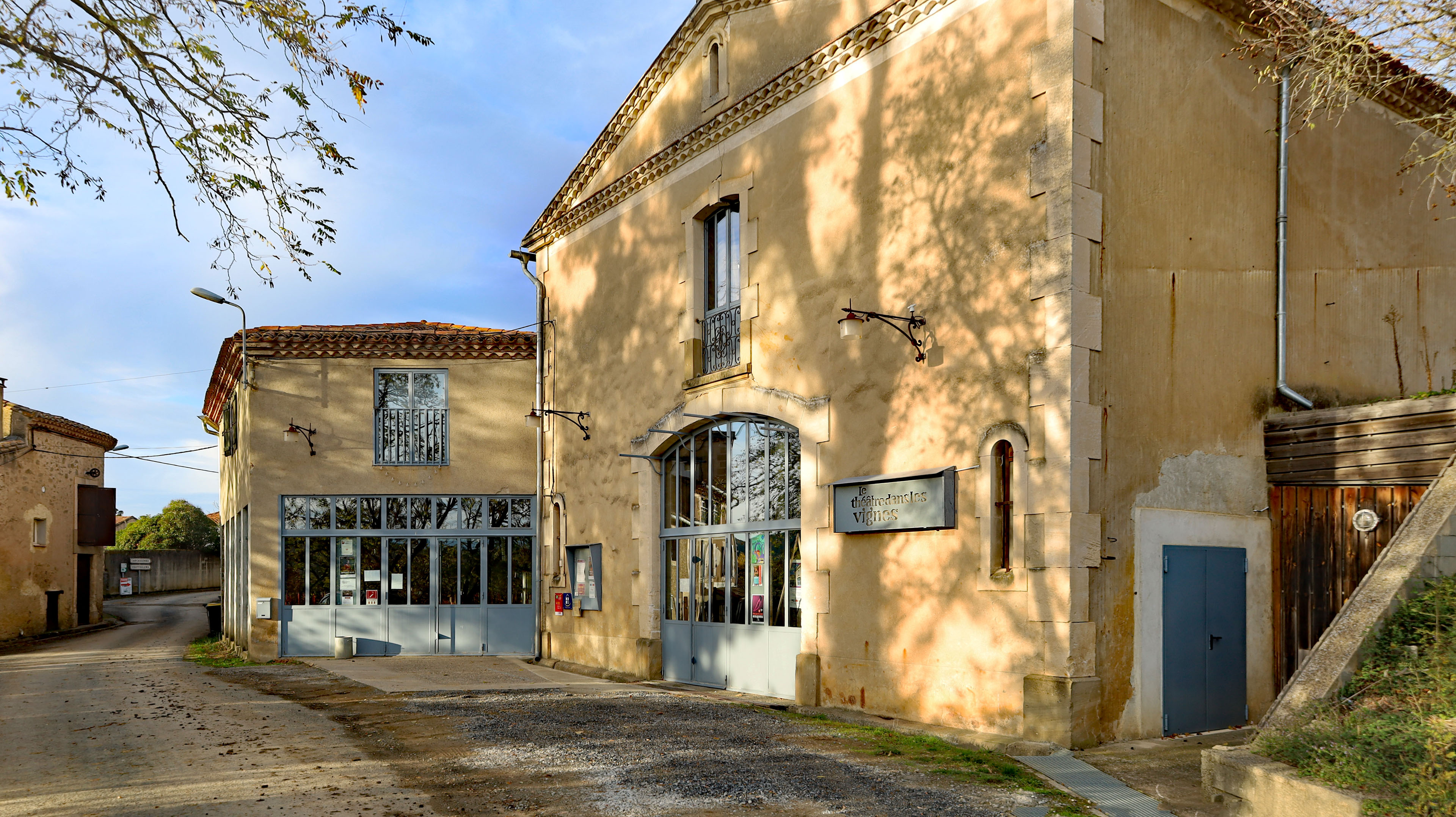
Le théâtre dans les vignes.

- L'église Saint-Clément de Couffoulens. Les pierres tombales ont été inscrites au titre des monuments historiques en 1948[41].

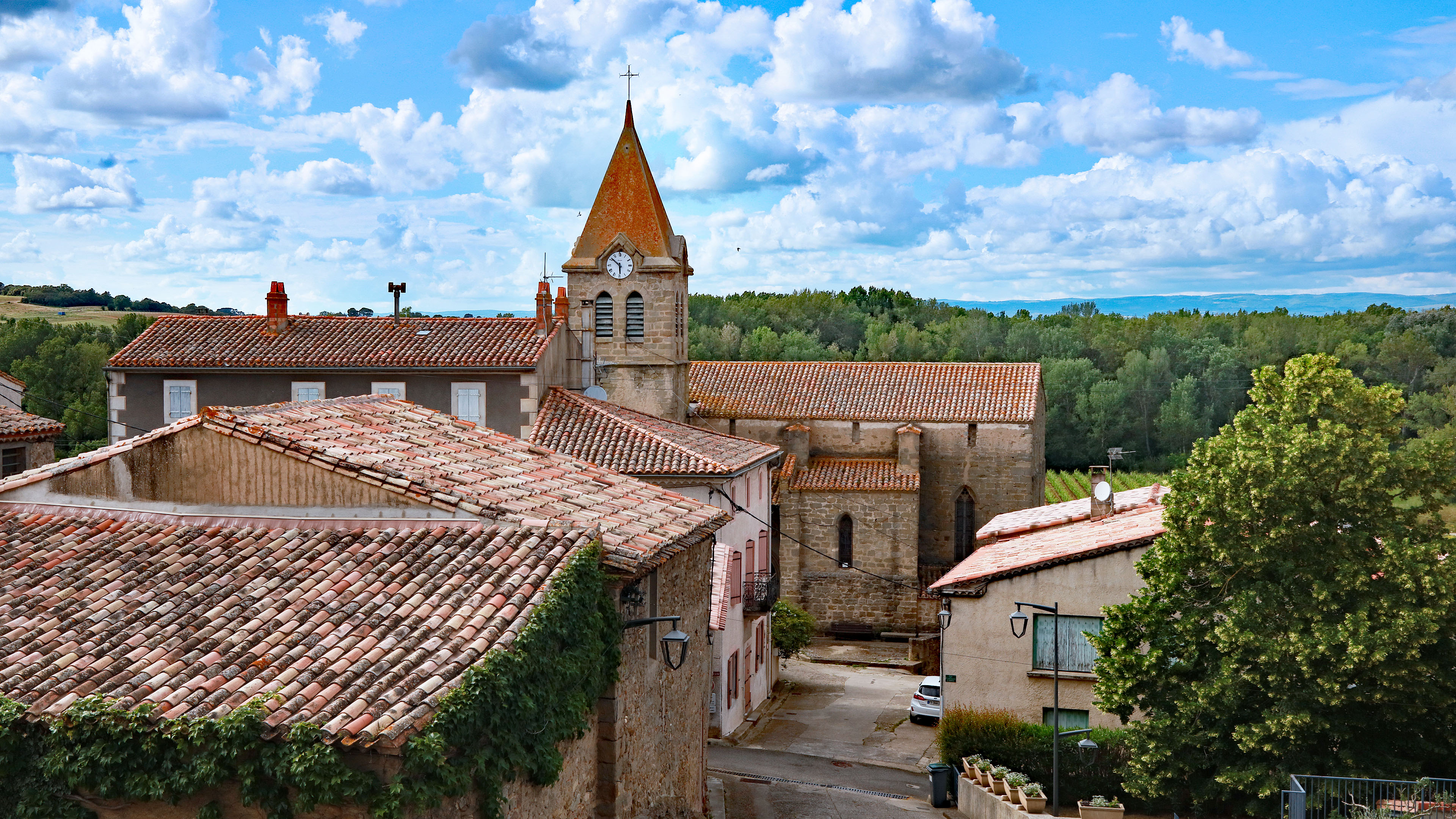
L'église Saint-Clément.

- La bastide de Madame, ancienne propriété de Jean Augé. Actuellement, c'est un établissement public (accueil collectif de mineurs) qui accueille des enfants âgés de 3 ans à 17 ans (lors de vacances scolaires) et des classes découverte. Domaine proposant un espace éco-citoyen, diversité botanique, piscine naturelle.
- L'ancien bâtiment voyageurs de la  gare de Couffoulens - Leuc,  construit par la Compagnie des chemins de fer du Midi et du Canal latéral à la Garonne est devenu une halte SNCF.
- Croix de métier de Couffoulens.

### Personnalités liées à la commune
- Le chanteur occitan Claudi Martí y vit et y fut instituteur[42].

### Héraldique
| Blason de Couffoulens | Blason  | Palé d'or et de gueules de six pièces.           |
| Blason de Couffoulens | Détails | Le statut officiel du blason reste à déterminer. |